# Hrvatsko narodno kazalište u Šibeniku
Hrvatsko narodno kazalište u Šibeniku prvo je kazalište u Šibeniku. Osnovano je 1870. godine. 

## Povijest
Općina nije imala sredstva za izgradnju te su pomoć nudili mještani intelektualci, bogati zemljoposjednici i obrtnici. Općina Šibenik prihvatila je prijedlog i predala je odgovornost Društvu šibenskog kazališta netom osnovano 1864. godine. Projekt je izradio trogirski arhitekt Josip Slade.
Kazalište je u cijelosti završeno 18. siječnja 1870. kad dobiva dozvolu za rad. Otvorenje kazališta i prva predstava održani su 29. siječnja 1870. kada je izvedena predstava „Kip od mesa“ Teobalda Ciconija. Kazalište je tijekom Domovinskog rata oštećeno te je 2001. obnovljeno.